# Cubaris marmorata
Cubaris marmorata är en kräftdjursart som först beskrevs av Wahrberg 1922.  Cubaris marmorata ingår i släktet Cubaris och familjen Armadillidae. Inga underarter finns listade i Catalogue of Life.